# No.16 (ラジオ番組)
No.16（なんばーしっくすてぃーん）とはDJ T.Oがパーソナリティを務めるラジオ番組である。

## 概要
DJ、プロデューサーとして活動するT.Oがパーソナリティを務める、洋楽専門番組。
音楽プロデューサーや海外アーティスト、音楽ジャンルなどを特集し、各楽曲に対してT.Oが楽曲の解説や感想を述べるのが主な流れ。

開始当初からNACK5で『手賀沼ジュンのウナンサッタリ・パンツ』→『Hit Hit Hit!』の内包番組として放送されてきたが、2023年3月をもって同局での放送を終了。翌月からはTOKYO FMに移行し、『Hit Hit Hit!!!』の裏番組にあたる『RADIO DRAGON-NEXT-』の27時台コーナーとして放送を開始した。

## 放送時間
NACK5時代
- 土曜日 25:40～26:00（手賀沼ジュンのウナンサッタリ・パンツ内、2014年7月5日 - 2021年3月27日）
- 金曜日 25:40～26:00（Hit Hit Hit!内、2021年4月2日 - 2023年3月31日）

TOKYO FM時代
- 金曜日 27:30～27:50（RADIO DRAGON-NEXT-内、2023年4月7日 - ）

## ゲスト
- 2017年7月15日　ときひろみ

## エピソード
2017年
- アンドリュー・マクマホンが来日した際に番組インタビューを実施。DJ T.Oについてのコメントで「（TOの作品は）素晴らしいです、私の期待以上でした。彼は素晴らしいです。彼の作品は全てのヒット要素を含んでいます。」と語った。[2]